# Cot Paluhsilimeng
Cot Paluhsilimeng är en kulle i Indonesien.   Den ligger i provinsen Aceh, i den västra delen av landet, 1 700 km nordväst om huvudstaden Jakarta. Toppen på Cot Paluhsilimeng är 94 meter över havet.
Terrängen runt Cot Paluhsilimeng är platt norrut, men söderut är den kuperad. Havet är nära Cot Paluhsilimeng norrut.Runt Cot Paluhsilimeng är det tätbefolkat, med 343 invånare per kvadratkilometer. Närmaste större samhälle är Bireun, 7,4 km öster om Cot Paluhsilimeng. I omgivningarna runt Cot Paluhsilimeng växer i huvudsak städsegrön lövskog.